# Вилафранка (Савона)
Вилафранка (итал. Villafranca) је насеље у Италији у округу Савона, региону Лигурија.
Према процени из 2011. у насељу је живело 1168 становника. Насеље се налази на надморској висини од 55 м.